# Wereldkampioenschap superbike van Assen 2002
Het wereldkampioenschap superbike van Assen 2002 was de twaalfde ronde van het wereldkampioenschap superbike en de elfde ronde van het wereldkampioenschap Supersport 2002. De races werden verreden op 8 september 2002 op het TT-Circuit Assen nabij Assen, Nederland.

## Superbike

### Race 1
| Pos | Nr  | Rijder               | Constructeur | Rondes | Tijd                | Grid | Punten |
| --- | --- | -------------------- | ------------ | ------ | ------------------- | ---- | ------ |
| 1   | 2   | Colin Edwards        | Honda        | 16     | 32:58.601           | 1    | 25     |
| 2   | 1   | Troy Bayliss         | Ducati       | 16     | +3.606              | 3    | 20     |
| 3   | 41  | Noriyuki Haga        | Aprilia      | 16     | +5.351              | 6    | 16     |
| 4   | 11  | Rubén Xaus           | Ducati       | 16     | +7.741              | 2    | 13     |
| 5   | 7   | Pierfrancesco Chili  | Ducati       | 16     | +16.262             | 5    | 11     |
| 6   | 52  | James Toseland       | Ducati       | 16     | +19.592             | 7    | 10     |
| 7   | 10  | Gregorio Lavilla     | Suzuki       | 16     | +21.882             | 11   | 9      |
| 8   | 155 | Ben Bostrom          | Ducati       | 16     | +22.166             | 9    | 8      |
| 9   | 12  | Broc Parkes          | Ducati       | 16     | +36.474             | 10   | 7      |
| 10  | 33  | Juan Borja           | Ducati       | 16     | +44.127             | 8    | 6      |
| 11  | 20  | Marco Borciani       | Ducati       | 16     | +46.636             | 13   | 5      |
| 12  | 6   | Peter Goddard        | Benelli      | 16     | +1:04.516           | 20   | 4      |
| 13  | 46  | Mauro Sanchini       | Kawasaki     | 16     | +1:05.036           | 18   | 3      |
| 14  | 28  | Serafino Foti        | Ducati       | 16     | +1:38.856           | 21   | 2      |
| 15  | 60  | Jerónimo Vidal       | Honda        | 16     | +1:51.113           | 23   | 1      |
| 16  | 69  | Thierry Mulot        | Ducati       | 16     | +2:01.314           | 24   |        |
| 17  | 5   | Mark Heckles         | Honda        | 15     | +1 ronde            | 19   |        |
| DNF | 36  | Ivan Clementi        | Kawasaki     | 13     | Uitgevallen         | 17   |        |
| DNF | 19  | Lucio Pedercini      | Ducati       | 9      | Uitgevallen         | 16   |        |
| DNF | 99  | Steve Martin         | Ducati       | 7      | Uitgevallen         | 15   |        |
| DNF | 9   | Chris Walker         | Kawasaki     | 6      | Uitgevallen         | 12   |        |
| DNF | 30  | Alessandro Antonello | Ducati       | 6      | Uitgevallen         | 22   |        |
| DNF | 100 | Neil Hodgson         | Ducati       | 4      | Uitgevallen         | 4    |        |
| DNS | 14  | Hitoyasu Izutsu      | Kawasaki     | 0      | Niet gestart        | 14   |        |
| DNQ | 23  | Jiří Mrkývka         | Ducati       | 0      | Niet gekwalificeerd |      |        |
| DNQ | 70  | Yann Gyger           | Honda        | 0      | Niet gekwalificeerd |      |        |
| DNQ | 78  | Henri Minnen         | Suzuki       | 0      | Niet gekwalificeerd |      |        |

### Race 2
| Pos | Nr  | Rijder               | Constructeur | Rondes | Tijd                | Grid | Punten |
| --- | --- | -------------------- | ------------ | ------ | ------------------- | ---- | ------ |
| 1   | 2   | Colin Edwards        | Honda        | 16     | 32:59.881           | 1    | 25     |
| 2   | 7   | Pierfrancesco Chili  | Ducati       | 16     | +7.506              | 5    | 20     |
| 3   | 52  | James Toseland       | Ducati       | 16     | +11.042             | 7    | 16     |
| 4   | 100 | Neil Hodgson         | Ducati       | 16     | +18.090             | 4    | 13     |
| 5   | 155 | Ben Bostrom          | Ducati       | 16     | +23.695             | 9    | 11     |
| 6   | 41  | Noriyuki Haga        | Aprilia      | 16     | +0:24.256           | 6    | 10     |
| 7   | 9   | Chris Walker         | Kawasaki     | 16     | +25.886             | 12   | 9      |
| 8   | 12  | Broc Parkes          | Ducati       | 16     | +41.184             | 10   | 8      |
| 9   | 20  | Marco Borciani       | Ducati       | 16     | +50.057             | 13   | 7      |
| 10  | 19  | Lucio Pedercini      | Ducati       | 16     | +56.054             | 16   | 6      |
| 11  | 6   | Peter Goddard        | Benelli      | 16     | +58.092             | 20   | 5      |
| 12  | 46  | Mauro Sanchini       | Kawasaki     | 16     | +1:02.334           | 18   | 4      |
| 13  | 30  | Alessandro Antonello | Ducati       | 16     | +1:04.968           | 22   | 3      |
| 14  | 36  | Ivan Clementi        | Kawasaki     | 16     | +1:05.482           | 17   | 2      |
| 15  | 5   | Mark Heckles         | Honda        | 16     | +1:13.524           | 19   | 1      |
| 16  | 28  | Serafino Foti        | Ducati       | 16     | +1:34.430           | 21   |        |
| 17  | 69  | Thierry Mulot        | Ducati       | 16     | +1:56.078           | 24   |        |
| DNF | 1   | Troy Bayliss         | Ducati       | 9      | Ongeluk             | 3    |        |
| DNF | 60  | Jerónimo Vidal       | Honda        | 7      | Uitgevallen         | 23   |        |
| DNF | 11  | Rubén Xaus           | Ducati       | 6      | Uitgevallen         | 2    |        |
| DNF | 10  | Gregorio Lavilla     | Suzuki       | 5      | Uitgevallen         | 11   |        |
| DNF | 33  | Juan Borja           | Ducati       | 1      | Uitgevallen         | 8    |        |
| DNS | 14  | Hitoyasu Izutsu      | Kawasaki     | 0      | Niet gestart        | 14   |        |
| DNF | 99  | Steve Martin         | Ducati       | 7      | Uitgevallen         | 15   |        |
| DNQ | 23  | Jiří Mrkývka         | Ducati       | 0      | Niet gekwalificeerd |      |        |
| DNQ | 70  | Yann Gyger           | Honda        | 0      | Niet gekwalificeerd |      |        |
| DNQ | 78  | Henri Minnen         | Suzuki       | 0      | Niet gekwalificeerd |      |        |

## Supersport
| Pos | Nr  | Rijder                | Constructeur | Rondes | Tijd         | Grid | Punten |
| --- | --- | --------------------- | ------------ | ------ | ------------ | ---- | ------ |
| 1   | 99  | Fabien Foret          | Honda        | 11     | 23:37.444    | 2    | 25     |
| 2   | 9   | Iain MacPherson       | Honda        | 11     | +0.406       | 3    | 20     |
| 3   | 2   | Paolo Casoli          | Yamaha       | 11     | +0.409       | 6    | 16     |
| 4   | 5   | Kevin Curtain         | Yamaha       | 11     | +1.767       | 9    | 13     |
| 5   | 37  | Katsuaki Fujiwara     | Suzuki       | 11     | +3.977       | 8    | 11     |
| 6   | 7   | Karl Muggeridge       | Honda        | 11     | +9.697       | 7    | 10     |
| 7   | 69  | James Whitham         | Yamaha       | 11     | +10.237      | 10   | 9      |
| 8   | 3   | Jörg Teuchert         | Yamaha       | 11     | +10.653      | 17   | 8      |
| 9   | 12  | Stéphane Chambon      | Suzuki       | 11     | +10.720      | 4    | 7      |
| 10  | 91  | Christian Kellner     | Yamaha       | 11     | +11.217      | 14   | 6      |
| 11  | 13  | Christophe Cogan      | Honda        | 11     | +13.107      | 11   | 5      |
| 12  | 81  | Robert Ulm            | Yamaha       | 11     | +15.787      | 16   | 4      |
| 13  | 11  | Piergiorgio Bontempi  | Ducati       | 11     | +17.532      | 18   | 3      |
| 14  | 15  | Alessio Corradi       | Yamaha       | 11     | +22.346      | 12   | 2      |
| 15  | 71  | Werner Daemen         | Honda        | 11     | +22.553      | 15   | 1      |
| 16  | 8   | James Ellison         | Kawasaki     | 11     | +22.743      | 20   |        |
| 17  | 42  | Matthieu Lagrive      | Yamaha       | 11     | +31.739      | 26   |        |
| 18  | 33  | Rob Frost             | Yamaha       | 11     | +32.784      | 24   |        |
| 19  | 77  | Giovanni Bussei       | Ducati       | 11     | +33.053      | 19   |        |
| 20  | 72  | Barry Veneman         | Yamaha       | 11     | +33.137      | 21   |        |
| 21  | 20  | Stefano Cruciani      | Yamaha       | 11     | +33.627      | 22   |        |
| 22  | 92  | Christer Lindholm     | Yamaha       | 11     | +34.499      | 30   |        |
| 23  | 44  | Antonio Carlacci      | Yamaha       | 11     | +34.645      | 29   |        |
| 24  | 45  | Laurent Brian         | Honda        | 11     | +37.005      | 23   |        |
| 25  | 65  | Harry van Beek        | Yamaha       | 11     | +40.351      | 31   |        |
| 26  | 10  | John McGuinness       | Honda        | 11     | +44.917      | 27   |        |
| 27  | 64  | Claudio Cipriani      | Yamaha       | 11     | +55.362      | 28   |        |
| DNF | 1   | Andrew Pitt           | Kawasaki     | 6      | Ongeluk      | 13   |        |
| DNF | 116 | Sébastien Charpentier | Honda        | 2      | Uitgevallen  | 5    |        |
| DNF | 17  | Chris Vermeulen       | Honda        | 0      | Uitgevallen  | 1    |        |
| DNS | 16  | Gianluca Nannelli     | Ducati       | 0      | Niet gestart | 25   |        |
| DNS | 26  | Rico Penzkofer        | Ducati       | 0      | Niet gestart | 32   |        |
| DNS | 94  | Jan Hanson            | Honda        | 0      | Niet gestart |      |        |
| DNQ | 41  | Giovanni Valtulini    | Yamaha       | 0      | Niet gestart |      |        |

## Tussenstanden na wedstrijd

### Superbike
| Pos | Nr  | Rijder        | Team    | Punten |
| --- | --- | ------------- | ------- | ------ |
| 1   | 2   | Colin Edwards | Honda   | 502    |
| 2   | 1   | Troy Bayliss  | Ducati  | 501    |
| 3   | 100 | Neil Hodgson  | Ducati  | 302    |
| 4   | 41  | Noriyuki Haga | Aprilia | 254    |
| 5   | 155 | Ben Bostrom   | Ducati  | 248    |

### Supersport
| Pos | Nr | Rijder            | Team     | Punten |
| --- | -- | ----------------- | -------- | ------ |
| 1   | 99 | Fabien Foret      | Honda    | 173    |
| 2   | 37 | Katsuaki Fujiwara | Suzuki   | 156    |
| 3   | 12 | Stéphane Chambon  | Suzuki   | 142    |
| 4   | 2  | Paolo Casoli      | Yamaha   | 128    |
| 5   | 1  | Andrew Pitt       | Kawasaki | 126    |

1992 · 1993 · 1994 · 1995 · 1996 · 1997 · 1998 · 1999 · 2000 · 2001 · 2002 · 2003 · 2004 · 2005 · 2006 · 2007 · 2008 · 2009 · 2010 · 2011 · 2012 · 2013 · 2014 · 2015 · 2016 · 2017 · 2018 · 2019 · 2021 · 2022 · 2023 · 2024 · 2025